# Daniel Laloux
Pour les articles homonymes, voir Laloux (homonymie).
Daniel Laloux, né le 11 mai 1937 à Reims (Marne), est un musicien, chanteur, acteur et réalisateur français.

## Biographie
Première médaille de tambour au Conservatoire de Reims, il commence très jeune une carrière de musicien-chanteur dans les cabarets de la Rive Gauche. Le facétieux Rémois enregistre deux 45 tours, dont l'unique disque carré dès 1963 (disque intitulé "carré"). Son premier album sera censuré à la radio pour s'être moqué du Ministre de la culture d'alors, André Malraux. D'octobre 1969 à avril 1970, il intègre le groupe Gong tout récemment formé autour de Daevid Allen et Gilli Smyth, se produisant notamment au festival d'Amougies le 27 octobre 1969 dans une remarquée prestation «au tambour napoléonien» qui a marqué les esprits de ceux qui étaient là. Il a également ensuite assuré de nombreuses premières parties de Gong et Nico. En 1990, il intervient dans l'«oratorio parlé» créé en 1985 par Jean-Jacques Birgé avec Michael Lonsdale accompagnés d'Un drame musical instantané en lisant deux nouvelles de Dino Buzzati Le K et Jeune fille qui tombe, tombe, et joue avec Yves Hervan Chotard (Tambour 89 à la Villette). Il a créé avec Joseph Racaille Musique légère sur terrain lourd à la Péniche Opéra, et, du même, a joué dans Le Brâme des Fous au Théâtre de la Potinière - Printemps de Bourges.

## Filmographie

### Cinéma
- 1963 : Dragées au poivre de Jacques Baratier, co-scénariste avec Guy Bedos : Gabriel, l'homme à la caméra
- 1965 : L'Or du duc de Jacques Baratier
- 1972 : Les Malheurs d'Alfred de Pierre Richard : Un membre de l'équipe parisienne
- 1973 : L'An 01 de Jacques Doillon, Jean Rouch et Alain Resnais : Un publicitaire
- 1980 : L'Entourloupe de Gérard Pirès : Bensimon
- 1980 : Le jardinier de Jean-Pierre Sentier : le père de l’enfant
- 1981 : Instinct de femme, film de Claude Othnin-Girard : L'aide conférencier
- 1982 : Deux heures moins le quart avant Jésus-Christ de Jean Yanne : Un garde
- 1983 : Debout les crabes, la mer monte ! de Jean-Jacques Grand-Jouan : Le chef
- 1983 : Un bruit qui court de Daniel Laloux, et Jean-Pierre Sentier : Georges Loutier
- 1983 : Pourrira, court-métrage de Jean-Louis Berdot
- 1985 : Les Rois du gag de Claude Zidi : Le directeur du théâtre
- 1986 : Le voyage de Noémie de Michel Rodde : Louis
- 1986 : Rue du Départ de Tony Gatlif : Cuba
- 1987 : Poussière d'ange d'Edouard Niermans : Le médecin légiste
- 1987 : Iréna et les ombres de Alain Robak : Lucien
- 1989 : Valmont de Miloš Forman : 2ème brute
- 1989 : Les cigognes n'en font qu'à leur tête de Didier Kaminka : Le docteur Pourquier
- 1991 : Un cœur qui bat de François Dupeyron : Porter
- 1992 : La Révolte des enfants de Gérard Poitou-Weber : Le prêtre
- 1993 : Cible émouvante de Pierre Salvadori : Expert
- 1999 : Je suis né d'une cigogne de Tony Gatlif : L'huissier
- 1999 : Franck Spadone de Richard Bean
- 2018 : Astérix : Le Secret de la Potion Magique, film d’animation de Alexandre Astier et Louis Clichy : voix de Triple-Patte
- 2019 : Veuillez agréer..., court-métrage de Jackie Berroyer

### Télévision
- 1964 : Carlota, téléfilm de Georges Folgoas : Sergent Harris
- 1967 : Anna de Pierre Koralnik : Le serveur du bistrot
- 1969 : L'atelier Prévert-Derlon, série télé du Service  de Recherche de l’ORTF, épisode Buc et Boc et la petite marchande de ballons de Pierre Prévert
- 1969 : Que ferait donc Faber ?, Mini-série télé en 8 épisodes de 55 minutes, épisodes 1.2,  1.3 et 1.4 de Dolorès Grassian : Jérémie
- 1970 : Alice au pays des merveilles, téléfilm de Jean-Christophe Averty : Le lièvre de mars
- 1972 : Suivez Budart, série télé de 20 épisodes de 13 minutes : Philippe Dornac
- 1973 : Les malheurs de la comtesse, téléfilm de Bernard Deflandre : Louis
- 1980 : Mont-Oriol de Serge Moati : Un artiste
- 1981 : Marie-Marie, mini série télé de François Chatel
- 1981 : L'inspecteur mène l'enquête, série télé de 38 épisodes, épisode 34 Sans issue de Luc Godevais et Jean-Paul Roux
- 1981 : Le loup-garou, téléfilm de Philippe Ducrest d’après la pièce de Roger Vitrac : M. de Cocuville
- 1982 : L'apprentissage de la ville, téléfilm de Caroline Huppert : L'aveugle
- 1982 : De bien étranges affaires, série télé de 6 épisodes, épisode L'amour qui tue de Laurent Heynemann : Egg
- 1982 : Mersonne ne m'aime, téléfilm de Liliane de Kermadec d’après le roman de Nicole-Lise Bernheim : René
- 1985 : Colette, mini série télé en 3 épisodes de Gérard Poitou-Weber, épisodes 1,2 et 3 : Georges Wague
- 1986 : Série noire, série télé de 33 films, épisode 23 Le cimetière des durs de Yvan Butler :  La Bigne
- 1988 : M'as-tu-vu ?, série télé de 6 épisodes de 52 minutes, épisode 1 La rencontre :  Le croque-mort
- 1989 : Juliette en toutes lettres, série télé de 12 épisodes de 26 minutes de Gérard Marx, épisode 9 Le cinéma de papa
- 1992 : La Mort d'un bavard, feuilleton télé
- 1992 : Nestor Burma (série télévisée), série télé de 39 épisodes de 1h25, épisode 2  saison 2 Casse-pipe à la nation : Perrin, le gardien
- 1997 : L'amour à l'ombre , téléfilm de Philippe Venault : Gégé
- 1999 : Boulevard du palais, série télé de 55 épisodes sur 17 saisons créée par Thierry Jonquet, épisode 2 de la saison 2 La guerre des nerfs de Jacques Malaterre : rôle de l'expert
- 1999 : Sade en procès, téléfilm de Pierre Beuchot sur un scénario de Jean-Jacques Pauvert d'après son histoire d'éditeur sulfureux
- 2000 : Maigret, série télé, épisode  Maigret voit double par François Luciani :  Forain stand de tir
- 2003 : Maigret, série télé, épisode Un échec de Maigret de Jacques Fansten : Victor

### Réalisateur
- 1983 : Un bruit qui court (coréalisateur : Jean-Pierre Sentier)

### Dialoguiste
- 1980 : Le Jardiner (réalisateur : Jean-Pierre Sentier) - Prix Jean Vigo 1981

### Musique (chansons) de film
- 1966 : Tristesse des anthropophages de Jean-Denis Bonan
- 1968 : La Femme-bourreau de Jean-Denis Bonan

## Théâtre

### Comédien
- 1960 : Les Âmes mortes d'après Nicolas Gogol, mise en scène Roger Planchon, Théâtre de la Cité (Villeurbanne) : Tchinkhaikhilidzé
- 1961 : Les Pupitres de Raymond Devos, mise en scène Raymond Devos, Théâtre Fontaine (Paris)
- 1964 : Comment va le monde, môssieu ? Il tourne, môssieu ! de François Billetdoux, mise en scène François Billetdoux, Théâtre de l'Ambigu-Comique (Paris)
- 1964 : L'Alouette de Jean Anouilh, mise en scène Roland Piétri, pièce de 1953 reprise en 1964 au Théâtre antique d'Arles : Le Garde Boudousse, Le Soldat Anglais
- 1964 : Le Capitaine Fracasse d'après Théophile Gautier, mise en scène Jean Deschamps, Festival d'art dramatique de la Cité (Carcassonne) : Matamore
- 1967 : Extra-Muros de Raymond Devos, mise en scène Raymond Devos, Théâtre des Variétés (Paris)
- 1972 : L'An prochain à Baden-Baden de Victor Haïm, mise en scène Guénolé Azerthiope, Festival du Marais (Paris)
- 1973 : Le Ver solitaire de Daniel Laloux, conception Daniel Laloux, Atelier Sainte-Anne (Bruxelles)
- 1975 : Le Coït interrompu de Daniel Lalou, Théâtre de la Tempête (Paris)
- 1975 : Le Tambour ailleurs de Daniel Laloux, La Péniche-Théâtre (Paris), Théâtre des Blancs-Manteaux (Paris)
- 1976 : Le Roi Lear de William Shakespeare, mise en scène Daniel Benoin, Salle des Mutilés du Travail (Saint-Étienne)
- 1980 : Le Loup-Garou de Roger Vitrac, mise en scène Romain Weingarten, Théâtre Saint-Georges (Paris) : Henri de Cocuville
- 1984 : Jacquard ou la Chanson de la soie de Dominique Voisin, mise en scène Philippe Clément, Salle des fêtes de la Croix-Rousse (Lyon)
- 1988 : Marcus Brutus de Paul Foster, mise en scène Robert Fortune, Théâtre des Célestins (Lyon)
- 1992 : Les Rustres de Carlo Goldoni, mise en scène Jérôme Savary, Théâtre National de Chaillot (Paris)
- 1994 : Pierre Dac, mon maître soixante-trois d'après Pierre Dac, mise en scène Jérôme Savary, Théâtre National de Chaillot (Paris
- 1999 : Les Dingues de Knoxville de Joël Jouanneau, mise en scène Joël Jouanneau, Théâtre du Gymnase (Marseille) : Mickey
- 2000 : Catégorie 3:1 de Lars Norén, mise en scène Jean-Louis Martinelli, Théâtre National de Strasbourg (Strasbourg)
- 2001 : Légendes de la forêt viennoise de Ödön von Horváth, mise en scène Laurent Gutmann, Théâtre de la Cité Internationale (Paris
- 2002 : Platonov d’Anton Tchekhov, mise en scène Jean-Louis Martinelli, Théâtre Nanterre-Amandiers (Nanterre) : Pophyri Semionovitch Glagoliev
- 2003 : Nouvelles du Plateau S d’Oriza Hirata, mise en scène Laurent Gutmann, Théâtre National de Strasbourg (Strasbourg) : Nobuo Matsumoto
- 2004 : Les Paravents de Jean Genet, mise en scène Jean-Baptiste Sastre, Théâtre National de Chaillot (Paris)
- 2005 : Le Libéra de Robert Pinget, mise en scène Joël Jouanneau, Théâtre Vidy-Lausanne (Lausanne)
- 2006 : Monsieur de Pourceaugnac de Molière, mise en scène Sandrine Anglade, Théâtre de l'Union (Limoges)
- 2007 : Massacre à Paris de Christopher Marlowe, mise en scène Guillaume Delaveau, Théâtre national de Toulouse Midi-Pyrénées (Toulouse) : Coligny, Du Plessis, Omer Talon, Protestant, Assassin II, Messager, Chirurgien
- 2008 : Le Voyage de Pinocchio d'après Carlo Collodi, mise en scène Sandrine Anglade, Théâtre Jacques Carat (Cachan)
- 2009 : Le Cerceau de Victor Slavkine, mise en scène Laurent Gutmann, Centre dramatique national de Thionville-Lorraine (Thionville)
- 2013 : George Dandin de Molière, mise en scène François Rodinson, Théâtre d'Orléans (Orléans)
- 2014 : Ainsi se laissa-t-il vivre d'après Robert Walser, mise en scène Guillaume Delaveau, Espace Klaus Michael Grüber (Strasbourg)

### Auteur
- 1973 : Le Ver solitaire
- 1975 : Le Coït interrompu avec Jean-Pierre Sentier
- 1975 : Le Tambour ailleurs

### Compositeur
- 1966 : Par la taille et L'Objet aimé d’Alfred Jarry, mises en scène Nicole Juy, Théâtre Le Kaléidoscope (Paris) : musiques

## Discographie
- 45 tours 5 titres 17 cm Barclay (1963) : Ode aux rémois, La petite girl, Le bon employé, Les jeunes filles du Luxembourg, La Mouche (ce disque présente la caractéristique d'être carré)[3].
- 45 tours 17 cm disques Bagatelle distribution Phillips : Ouidi Guda Goudou, Une fille brune sur la plage blonde, Merci à madame la concierge, Tortillez-vous.